# Ruba
Ruba (biał. Руба) – osiedle typu miejskiego na Białorusi w rejonie witebskim obwodu witebskiego, ok. 7,2 tys. mieszkańców (2010), położone 13 km na południowy zachód od Witebska.